# الرابطة الدولية للاقتصاد النسائي
الرابطة الدولية للاقتصاد النسائي هي جمعية دولية غير هادفة للربح مخصصة لرفع مستوى الوعي والاستقصاء في الاقتصاد النسوي. لديها ما يقرب 600 عضو في 64 دولة. تنشر الجمعية مجلة فصلية بعنوان «الاقتصاد النسائي» تولت مهمة استشارية بالمنظمات الغير حكومية منذ عام 1998. تتكون المنظمة من «أقسام» تقوم بإجراء اجتماعات فرق إلى جانب اجتماعات المجموعات الاقتصادية الأخرى مثل الرابطة الأوروبية للاقتصاد التطوري والسياسي (EAEPE) والرابطة الاقتصادية الأمريكية (AEA).